# Junior-SM i speedway
Junior-SM i speedway (JSM) anordnas under överinseende av SVEMO. JSM består av en kvalificeringstävling och en final med åtta deltagare, och är öppen för svenska förare som fyller högst 21 år under tävlingsåret.

## Resultat

### Junior-SM i speedway2010
| Placering | Förare           | Poäng  |
| --------- | ---------------- | ------ |
| 1         | Dennis Andersson | 14+3   |
| 2         | Linus Eklöf      | 12+2   |
| 3         | Linus Sundström  | 11+3+1 |
| 4         | Simon Gustafsson | 13     |
| 5         | Ludvig Lindgren  | 9+2    |
| 6         | Robin Aspegren   | 10+1   |
| 7         | Kim Nilsson      | 9      |
| 8         | Anton Rosén      | 9      |
| 9         | Joel Larsson     | 8      |
| 10        | Jonas Messing    | 6      |

### Junior-SM i speedway2011
Junior-SM i speedway 2011 hölls den 16 september 2011 på G&B Arena utanför Målilla. 
| Placering | Förare            | Poäng |
| --------- | ----------------- | ----- |
| 1         | Simon Gustafsson  | 13+3  |
| 2         | Linus Sundström   | 12+2  |
| 3         | Kim Nilsson       | 11+1  |
| 4         | Pontus Aspgren    | 10    |
| 5         | Joel Larsson      | 9     |
| 6         | Ludvig Lindgren   | 10    |
| 7         | Christian Agö     | 11    |
| 8         | Mathias Thörnblom | 7     |
| 9         | Oliver Berntzon   | 7     |
| 10        | Anton Rosen       | 6     |